# 荒井啓五郎

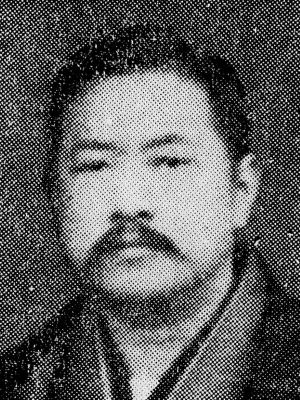
荒井啓五郎

荒井 啓五郎（あらい けいごろう、安政5年8月13日〈1858年9月19日〉 - 1920年〈大正9年〉7月22日）は、明治から大正前期の公証人、政治家。衆議院議員。足尾鉱毒問題における田中正造の同労者。

## 経歴
上野国邑楽郡石打村（群馬県邑楽郡石打村、高島村大字石打、中島村、邑楽村を経て現邑楽町石打）で、名主・荒井源十郎、みね の長男として生れた。英僊三から読書、習字を学び、1874年（明治7年）に上京して飯田章湖の塾に入門して漢学を修めた。
帰郷して、1880年（明治13年）蜂巣長五郎を招聘し幽谷義塾を開き、主として英学、漢学、数学を郷土の子弟に教えた。1881年（明治14年）再度上京して明治法律学校（現明治大学）で法律学、経済学を学んだ。1886年（明治19年）石打英学校を創立し経営にあたった。1891年（明治24年）公証人試験に合格し、高崎区裁判所管内で公証人事務取扱を命ぜられた。
政界では、高島村会議員、町村連合会議員、新田邑楽山田三郡水利土功会議員、邑楽郡会議員などを務めた。1885年（明治18年）3月、群馬県会議員に選出され1894年（明治27年）7月まで在任し、徴兵参事員なども務めた。
1894年（明治27年）9月、第4回衆議院議員総選挙（群馬県第2区、無所属）で当選し、公同会に所属して衆議院議員に1期在任した。
墓所は石打の慶徳寺。

## 国政選挙歴
- 第1回衆議院議員総選挙（群馬県第2区、1890年7月、無所属）落選[9]
- 第2回衆議院議員総選挙（群馬県第2区、1892年2月、自由党）次点落選[9]
- 第3回衆議院議員総選挙（群馬県第2区、1894年3月、自由党）次点落選[9]
- 第4回衆議院議員総選挙（群馬県第2区、1894年9月、無所属）当選[8]
- 第5回衆議院議員総選挙（群馬県第4区、1898年3月、国民協会）次点落選[8]